# Coleophora inornatella
Coleophora inornatella é uma espécie de mariposa do gênero Coleophora pertencente à família Coleophoridae.